# Dahafatgaun
Dahafatgaun (nep. दाहाफतगाउँ) – gaun wikas samiti w zachodniej części Nepalu w strefie Karnali w dystrykcie Kalikot. Według nepalskiego spisu powszechnego z 2011 roku liczył on 849 gospodarstw domowych i 5084 mieszkańców (2582 kobiety i 2502 mężczyzn).